# Hjärt-lungräddning

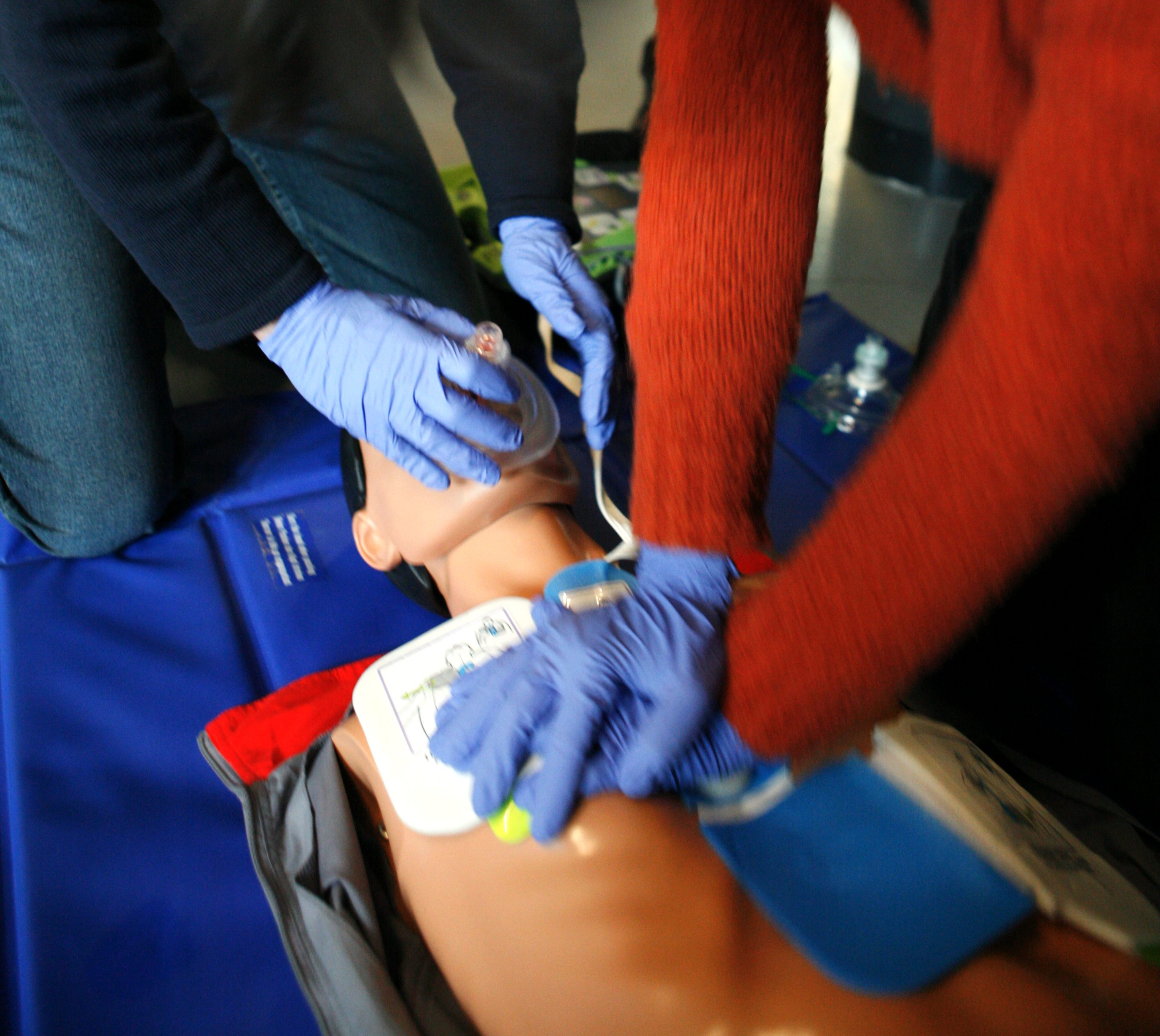
HLR utförd under träning på en docka.

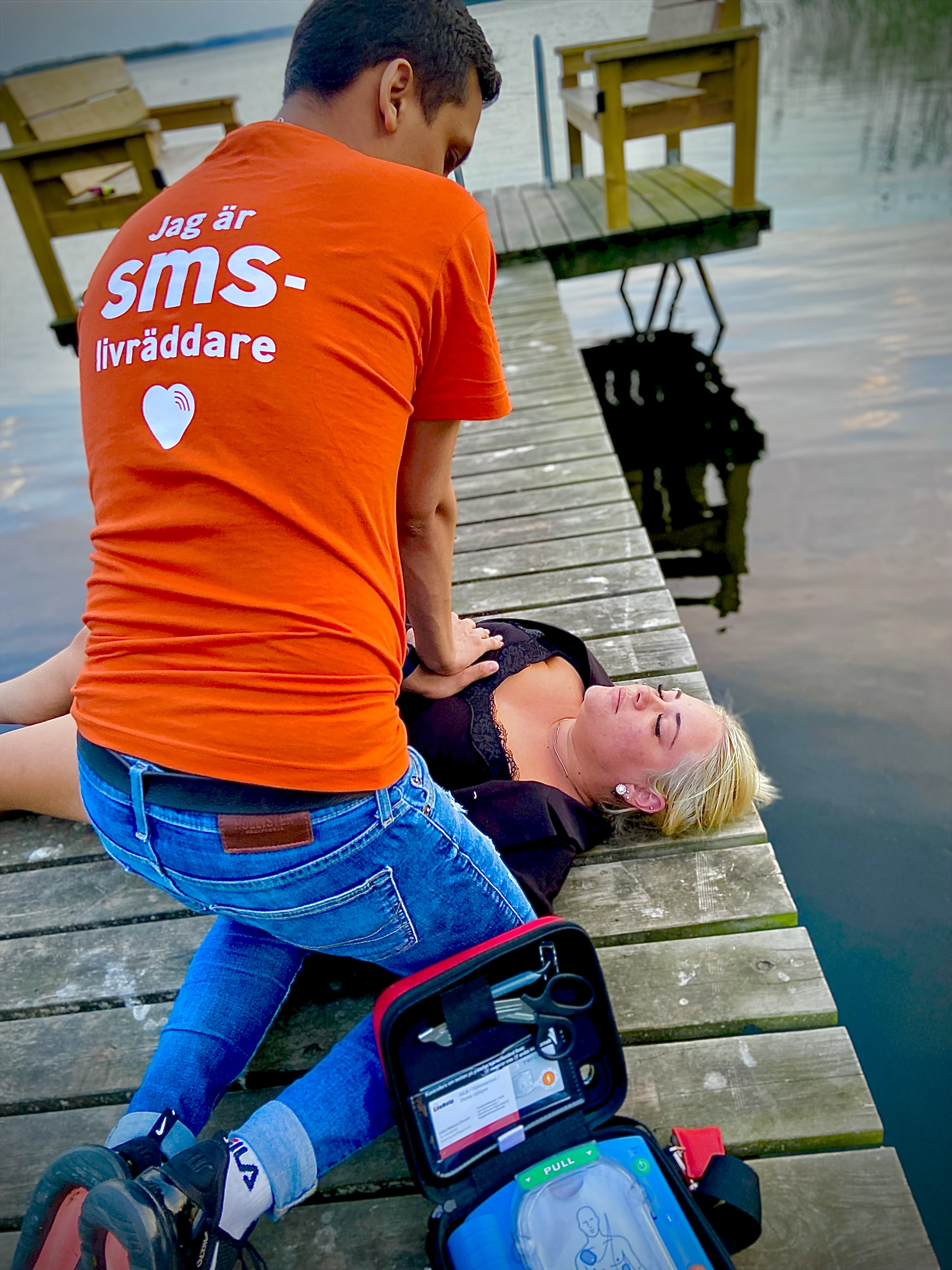
Frivilliga SMS-livräddare larmas ut av SOS Alarm vid misstänkta hjärtstopp i väntan på ambulans i flera svenska regioner.

Hjärt- och lungräddning (HLR) är en första hjälpen-behandling med bröstkompressioner och ofta med inblåsningar för att upprätthålla hjärtverksamheten och andningen hos en person med hjärtstillestånd. HLR rekommenderas till en person som är medvetslös och inte andas eller uppvisar gravt avvikande andningsmönster.

## Metod
Internationellt finns ett samarbete, International Liaison Committee on Resuscitation (ILCOR), mellan flera stora organisationer som jobbar med HLR. ILCOR utvärderar och utvecklar riktlinjer gällande hur HLR bör genomföras. Utifrån dessa vägledande dokument framställer regionala organisationer riktlinjer anpassade för sina länder eller världsdelar. American Heart Association (AHA) utarbetar riktlinjer i USA. Riktlinjerna inom Europa för HLR publiceras av European Resuscitation Council (ERC). I Sverige utarbetas riktlinjer av Svenska rådet för hjärt-lungräddning (HLR-rådet) som är en del av ERC.
Gällande rekommendationer anger att HLR bör utföras genom växelvis 30 kompressioner av personens bröstkorg (bröstkompressioner) och 2 inblåsningar i personens mun (den så kallade mun-mot-mun-metoden). Rekommendationerna prioriterar bröstkompressioner, och betonar vikten av att bröstkompressionerna är av god kvalitet. Bröstkorgen ska tryckas ner 5–6 cm (mindre om det gäller ett barn) varje gång med en hastighet av 100–120 kompressioner per minut. Inblåsning ska göras tills en synlig höjning av bröstkorgen ses. Avbrott i kompressionerna görs endast för inblåsningar och, om defibrillator (hjärtstartare) används, då den uppmanar till det vid rytmanalys och givande av elchock. Behandlingen fortsätter oavbrutet tills ambulanspersonal tar över behandlingen.
Svenska HLR-rådet rekommenderar att privatpersoner går en kurs i HLR varje år.

## Orsak
Den vanligaste anledningen till hjärtstillestånd hos vuxna utanför sjukhus är hjärtinfarkt. Hjärtinfarkt kan medföra oregelbunden hjärtrytm med förlorad pumpförmåga hos hjärtat. HLR kan också användas för hjärtstillestånd på grund av drunkning, överdos och förgiftning av droger, och alla andra tillstånd med liknande symtom. Vid drunkningstillbud finns specialanpassade HLR-rekommendationer, men saknar man utbildning i detta går vanliga HLR-regler bra att tillämpa. Hos barn är andningsstillestånd den vanligaste orsaken till hjärtstillestånd, varför rekommendationerna om HLR till barn särskilt betonar vikten av inblåsningar.

## Prognos
HLR upprätthåller hjärtverksamheten och andningen för att tillgodose känsliga organ såsom hjärnan med syre. HLR återställer sällan hjärtats slag utan syftar till att skydda hjärnan och bibehålla eller skapa en rytm som går att defibrillera till normal hjärtrytm. Defibrillering innebär att en elektrisk stöt skickas genom hjärtat, för att låta det återta en pulsgivande rytm. Defibrillering är effektivt bara för vissa typer av hjärtrytmer men inte för andra.
Överlevnaden vid hjärtstopp utanför sjukhus är drygt 10 % om HLR ges. Varje år påbörjar ambulanspersonal behandling för 6000 personer med hjärtstopp i Sverige, varav drygt 600 personer överlever. Tid är en absolut nyckelfaktor för överlevnad vid hjärtstopp. Tiden till HLR och tiden till defibrillering är särskilt viktiga faktorer för överlevnaden.
Personer som överlever HLR riskerar att drabbas av brutna revben, punkterad lunga och även hjärnskador.

## Historia
På 1700-talet bildades räddningssällskap som arbetade med tekniker för återupplivning, framför allt vid drunkningsolyckor. Från samma århundrade finns det dokumenterat olika inblåsningstekniker, som dock försvann under 1800-talet från dåvarande rekommendationer, men som återkom i bruk långt senare, på 1960-talet. Under 1800-talet till tidigt 1900-tal utvecklades flera tekniker där kroppsläget manipulerades på olika vis samt kompressionstekniker av bröstkorgen och buken.